# Grünauermühle

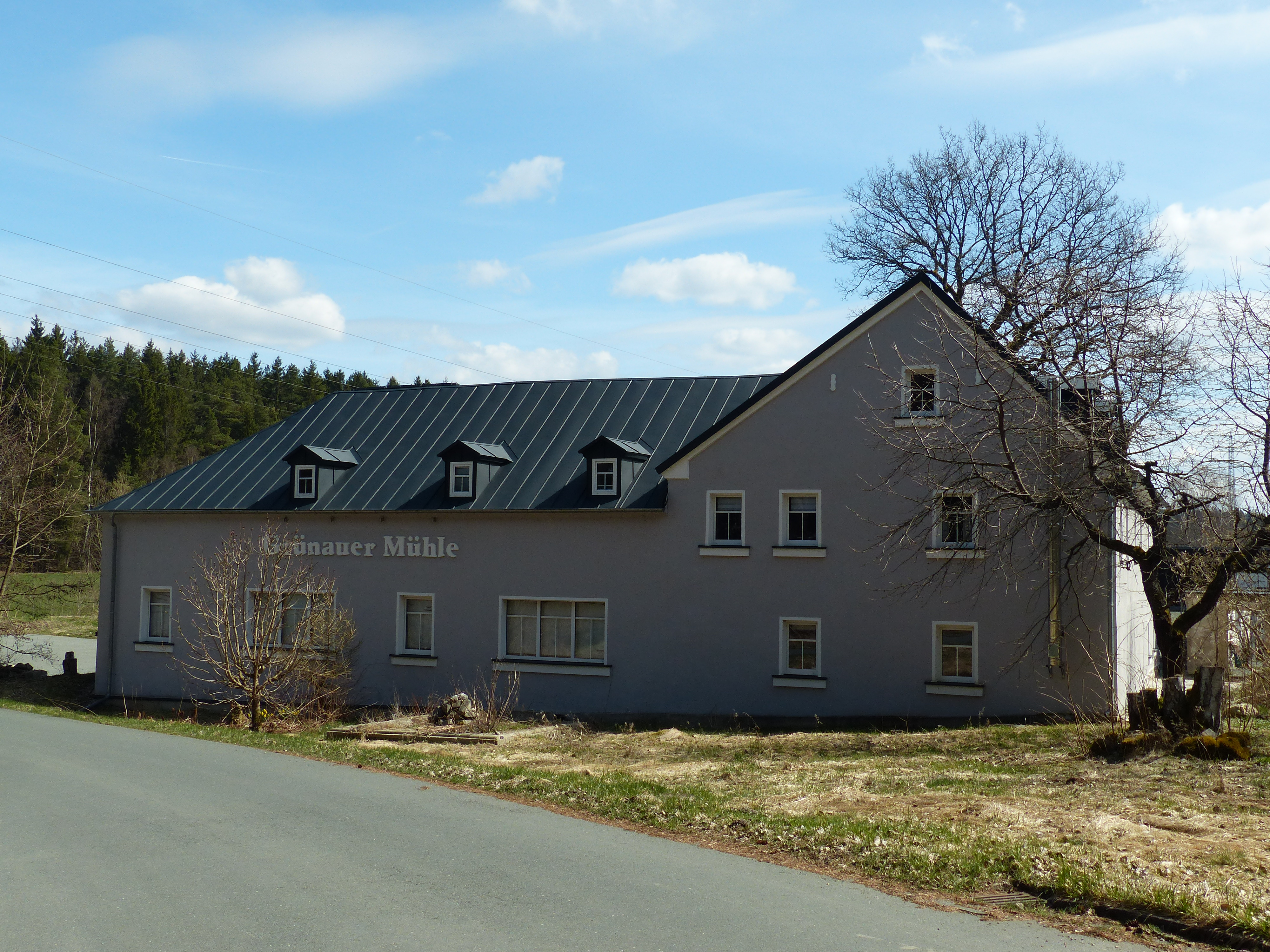
Hauptgebäude Grünauermühle

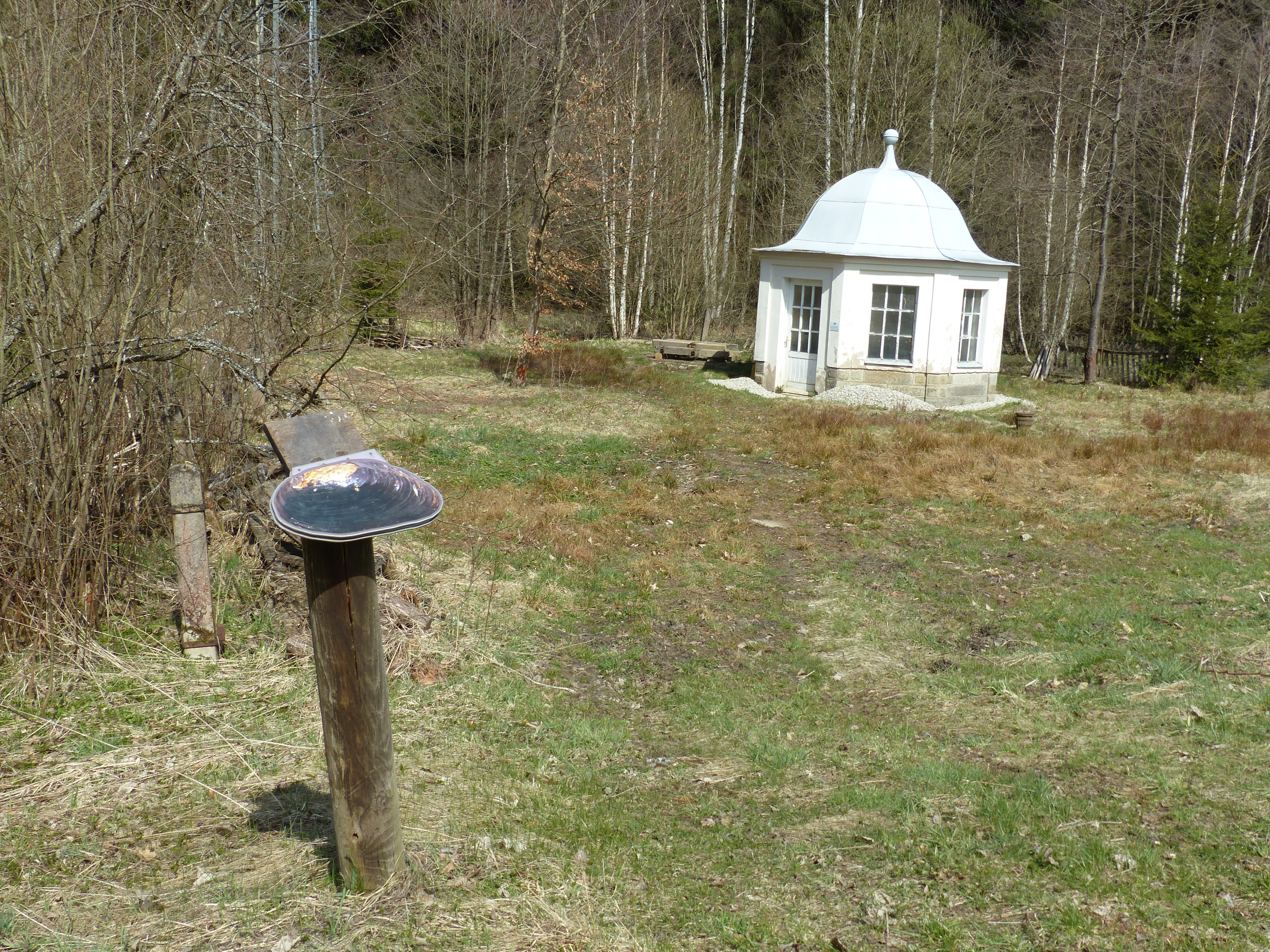
Sophienquelle

Grünauermühle ist ein Gemeindeteil der Stadt Schönwald im Landkreis Wunsiedel im Fichtelgebirge (Oberfranken, Bayern).
Die Einöde Grünauermühle und Grünauer Vorwerk liegen nordnordöstlich vom Stadtzentrum von Schönwald an der Straße von Grünhaid nach Schönlind. Die Bundesautobahn 93 befindet sich in unmittelbarer Nähe. An der Mühle fließt der Perlenbach vorbei.
An dieser Stelle befand sich früher der Ort Grünau. Der Ort und ein Hammerwerk wurden 1372 in einer Verkaufsurkunde von Konrad von Neuberg an den Rat von Eger erwähnt. Grünau hat seinen Namen vom Perlenbach, der früher „Gryna“ genannt wurde. Grünauermühle wurde nach Malter 1417 als Wüstung bezeichnet, er setzt die Mühle dem genannten Hammerwerk gleich. Im 17. Jahrhundert wurde von einer Mühl- und Schnidmühle gesprochen. Um 1900 wurde eine Holzwollefabrik betrieben, später war der Bereich eine Grenzwachstation.
Unter Denkmalschutz steht das Brunnenhaus der Sophienquelle. Das Wasser wurde bereits 1715 zu Heilzwecken empfohlen. Die Quelle wurde 1881 erstmals gefasst. Das Wasser erhielt 1889 auf der Weltausstellung in Paris eine Goldmedaille. Bis in die jüngste Vergangenheit wurde Wasser in Flaschen abgefüllt und verkauft. 